# Aubière
Aubière – miejscowość i gmina we Francji, w regionie Owernia-Rodan-Alpy, w departamencie Puy-de-Dôme.
Według danych na rok 1990 gminę zamieszkiwało 9106 osób, a gęstość zaludnienia wynosiła 1190 osób/km² (wśród 1310 gmin Owernii Aubière plasuje się na 16. miejscu pod względem liczby ludności, natomiast pod względem powierzchni na miejscu 905.).